# Macrodasys gerlachi
Macrodasys gerlachi är en djurart som tillhör fylumet bukhårsdjur, och som beskrevs av Papi 1957. Macrodasys gerlachi ingår i släktet Macrodasys och familjen Macrodasyidae. Inga underarter finns listade i Catalogue of Life.